# Thomas Herschmiller
Thomas Herschmiller (6 aprile 1978) è un canottiere canadese.

## Palmarès

### Olimpiadi
- 1 medaglia:
  - 1 argento (Atene 2004 nel quattro senza)